# Kanton Iracoubo
Kanton Iracoubo was een kanton van het Franse departement Frans-Guyana. Kanton Iracoubo maakte deel uit van het arrondissement Cayenne en telde 1.975 inwoners (2007).

## Gemeenten
Het kanton Iracoubo omvatte de volgende gemeente:
- Iracoubo